# Aribert d'Anhalt
Le prince Aribert Joseph Alexandre d'Anhalt (18 juin 1864 - 24 décembre 1933) est régent d'Anhalt, de septembre à novembre 1918, au nom de son neveu mineur, Joachim-Ernest d'Anhalt (1901-1947). En tant que régent, à la suite de la révolution allemande, il abdique au nom de son neveu, le 12 novembre 1918, mettant fin au règne de la Maison d'Ascanie à Anhalt.

## Biographie

### Jeunesse
Aribert est né à Wörlitz, duché d'Anhalt. Il est le quatrième fils de Frédéric Ier d'Anhalt, et d'Antoinette de Saxe-Altenbourg. Anhalt est un duché Souverain de l'Empire allemand.

### Mariage
Le 6 juillet 1891, il épouse la princesse Marie-Louise de Schleswig-Holstein à la Chapelle Saint-Georges du château de Windsor. La princesse Marie-Louise est la fille du prince Christian de Schleswig-Holstein et d'Helena du Royaume-Uni, donc une petite-fille de la Reine Victoria. Le cousin de l'épouse, l'empereur allemand Guillaume II, a joué un rôle important dans l'organisation de la rencontre.
En décembre 1900, le duc d'Anhalt utilise sa prérogative en tant que duc régnant pour annuler le mariage. La princesse Marie-Louise, en visite officielle au Canada à l'époque, est immédiatement retournée en Angleterre. Selon ses Mémoires, elle considère ses vœux de mariage comme obligatoires, de sorte qu'elle ne s'est jamais remariée. Ses mémoires indiquent sa rage contre son expérience maritale et une forte aversion pour son ex-mari,.
Bien que les sources contemporaines ne l'aient pas directement suggéré comme une cause de la dissolution de son mariage, un certain nombre de contemporains indiquent qu'Aribert était bisexuel ou homosexuel,, et que le mariage n'aurait jamais été consommé. Cependant, d'autres sources, plus tard, ont suggéré qu'il avait l'intention de se remarier. Certes, Aribert était connu pour des vacances à Capri, île ayant la réputation à l'époque d'attirer les homosexuels.

### Régent
Quand son neveu, Joachim-Ernest d'Anhalt (1901-1947), succéda à son père comme duc d'Anhalt, le 13 septembre 1918, le prince Aribert fut nommé régent en raison du jeune âge de Joachim Ernest. La régence prit fin le 12 novembre 1918, lors de son abdication au nom de son neveu à la suite de la révolution allemande. Le duché est devenu par la suite l'État libre d'Anhalt.
Aribert d'Anhalt est mort à Munich, âgé de 67 ans, le 24 décembre 1933. Il est inhumé au cimetière de Ziebigk.

## Honneurs
- Grand-croix de l'ordre d'Albert l'Ours (Anhalt) (1882) ;
- Chevalier de l'ordre de la Fidélité (Bade) (1889) ;
- Chevalier de l'ordre de Berthold Ier (Bade) (1889) ;
- Chevalier de l'ordre de Saint-Hubert (Bavière) (1885) ;
- Grand-croix de l'ordre d'Henri le Lion (duché de Brunswick) (1888).
- Croix d'honneur de 1re classe de l'ordre royal de la Maison de Hohenzollern ;
- Grand-croix de l'ordre de la Couronne de Wende (Mecklembourg) (novembre 1888) ;
- Chevalier de 1re classe de l'ordre de l'Aigle rouge (Royaume de Prusse) ;
- Grand-croix honoraire (civil) avec collier de l'ordre du Bain (Royaume-Uni) (14 juillet 1891) ;
- Grand-croix de l'ordre de la Maison ernestine de Saxe (duché de Saxe-Cobourg et Gotha).